# Švédsko na Zimních olympijských hrách 1952
Švédsko na Zimních olympijských hrách 1952 v Oslu reprezentovalo 65 sportovců, z toho 56 mužů a 9 žen. Nejmladším účastníkem byl Lars Björn (20 let, 62 dní), nejstarším pak Olle Axelson (38 let, 75 dní). Reprezentanti vybojovali 4 bronzové medaile.

## Medailisté
| Medaile | Jméno | Sport           | Disciplína             |
| ------- | --- | --------------- | ---------------------- |
| Bronz   | Nils Täpp Sigurd Andersson Enar Josefsson Martin Lundström | Běh na lyžích   | muži štafeta 4 x 10 km |
| Bronz   | Göte Almqvist Hans Andersson Stig Andersson Åke Andersson Lars Björn Göte Blomqvist Thord Flodqvist Erik Johansson Gösta Johansson Rune Johansson Sven Tumba Johansson Åke Lassas Holger Nurmela Lars Pettersson Lars Svensson Sven Thunman Hans Öberg | Lední hokej     | turnaj mužů            |
| Bronz   | Karl Holmström | Skoky na lyžích | muži velký můstek      |
| Bronz   | Carl-Erik Asplund | Rychlobruslení  | muži 10 km             |